# 基督教四方福音會深培中學

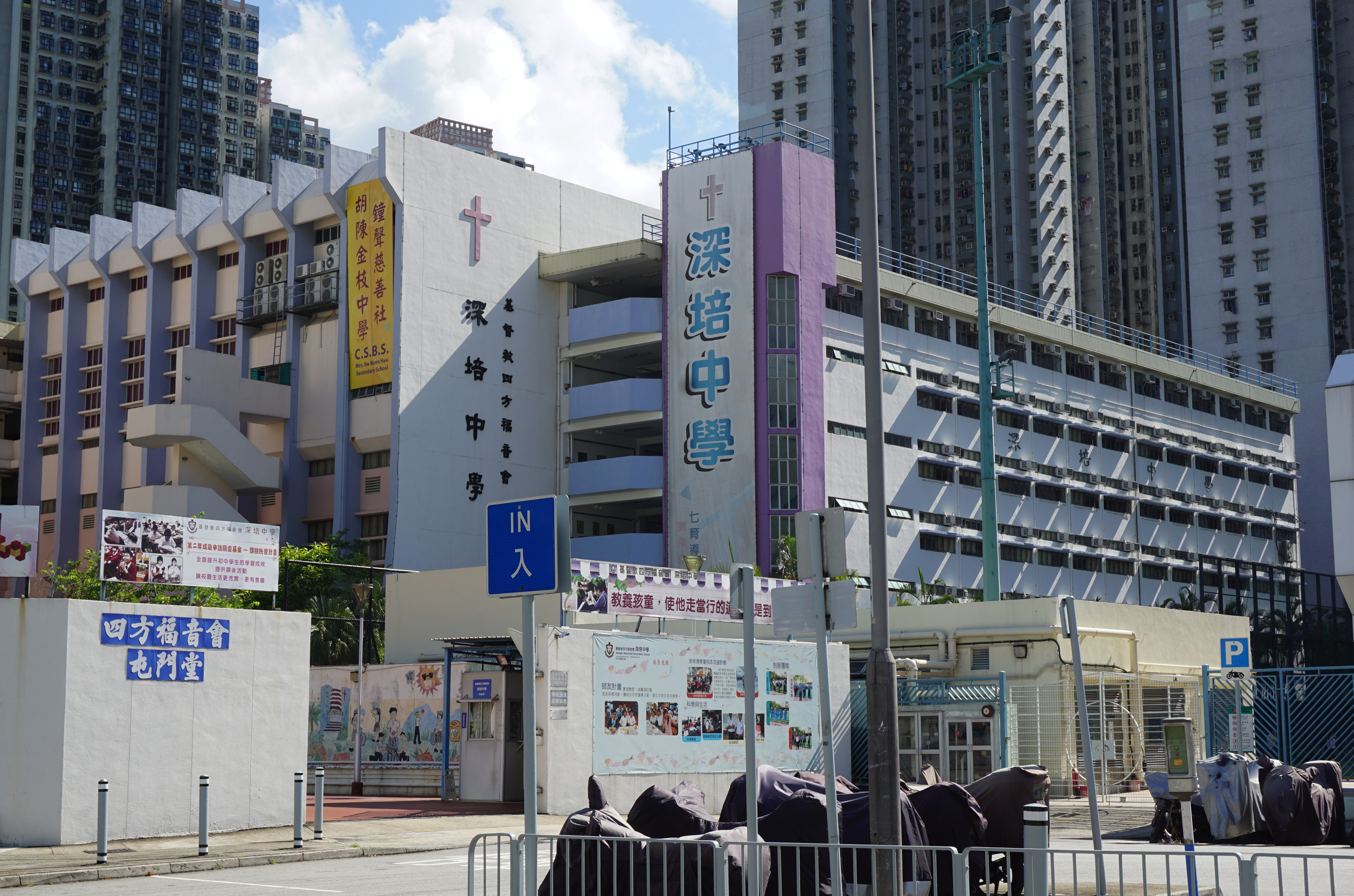
校舍東北面

基督教四方福音會深培中學（英語：Semple Memorial Secondary School of Church of Foursquare Gospel；簡稱深培或SMSS）於1967年成立，原名「深培英文中學」，以紀念從美國來華傳道的羅拔·深培牧師。

## 校政管理
歷任校監
- 李伊雲 牧師
- 威霖仕 牧師[3]
- 黎健鈴 先生[4]
- 梁汝照 先生[5]（？年-2015年、2017年-？）
- 祝偉俊 先生（2015年-2017年）[6]
- 王振達 先生

歷任校長
- 李伊雲 牧師
- 威霖仕 牧師[7]
- 曾顯明 先生（約1980年代初-2000年[8]）
- 郭月娟 女士（2000年-2013年）[9]
- 黃佩儀 女士（2013年起，現任校長）[10]

歷任副校長
- 陳鏡吾 先生[11]
- 黃佩儀 女士（？-2013年）

## 學校歷史
深培中學於1967年由「基督教四方福音會」之李伊雲牧師創辦，並以1910年在香港逝世的四方福音會傳教士羅拔·深培牧師（Robert Semple）之名命名。原址位於九龍西洋菜北街215-217號 （現為華南四方福音會） ，1979年遷至大角咀柳樹街10號，1982年正式轉為政府資助中學。
因為大角咀校舍未能配合學校的發展，辦學團體於1985年決定加入教育署遷校計劃。於1989年，此校獲批兆麟街一所興建中校舍，並先借用屯門他校校舍遷校，校名改為「深培中學」；翌年，隨著第三代校舍落成，此校正式遷入現址，並於1991年完成搬遷工作。
由於嗇色園可道中學位於洪水橋的永久校舍尚未完工，此校曾借出部分課室供該校上課，直至1991年為止。
在母語教學政策實施前，此校已逐步改以中文授課，並維持至今。
自2008年起，此校由於曾發生多宗醜聞，加上新高中學制及適齡學生人數減少，出現收生不足的困難。

## 校舍
此校現存校舍為一座全連環型校舍，佔地5,000平方米，加建5樓後設有25間課室。此校連同鐘聲慈善社胡陳金枝中學的相連校舍，由中國水利電力工程對外公司承建，於1989年動工，1990年交付。

## 事件
- 1969年5月9日，此校發生爆竊案，一名賊人從後巷闖入校舍，並偷走打字機、擴音機及夾萬，共損失3,000元[18]。
- 2015-2019年間，此校一名女教師，先後被指要求違規學生跪地道歉，以及在嚴打學生拍拖同時發展師生戀。及後，校方表示將跟進此事，而該教師亦已約滿離職；涉事教師則否認有此事，並表示會就指控報警處理[19]。

## 著名/傑出人物

### 前任教職員
- 吳重振：已故前香港小學及初中數學奧林匹克代表隊總教練；1999年轉職至港島民生書院

### 校友
- 周梓盈：香港無綫電視女藝人、前𡃁模組合DONUT成員
- 陳靜：香港女演員
- 王慧嫻：1994年亞洲小姐競選亞軍
- 朱嘉俊：大彊創新首席無人機試飛員(中四肆業)

## 註解
1. 1 2  . 家庭與學校合作事宜委員會. 2021-12-06  [2022-11-30]. （原始内容存档于2022-01-18）.
2. ↑   (PDF). 基督教四方福音會深培中學.   [2023-12-06].
3. ↑  . 基督教文藝出版社. 1982-08: 212.
4. ↑  香港教育資料中心. . 商務印書館. 1988: 316.
5. ↑  . 家庭與學校合作事宜委員會. 2004: 50-51.
6. ↑  . 家庭與學校合作事宜委員會. 2015: 46-47.
7. ↑  . 基督教文藝出版社. 1976-02: 163.
8. ↑  . 家庭與學校合作事宜委員會. 2002: 52-53.
9. 1 2  . 東方日報. 2009-07-10  [2023-12-06]. （原始内容存档于2010-01-13）.
10. ↑  . 基督教四方福音會深培中學. No. 1. 2013-09: 1  [2023-12-06].
11. ↑   (PDF). 基督教四方福音會深培中學. No. 46. 2023-01-31: 1  [2023-12-06]. （原始内容存档 (PDF)于2023-12-07）.
12. ↑  . 基督教週報. 2015-12-13  [2023-12-06]. （原始内容存档于2023-12-07）.
13. ↑  . 國際四方福音會香港教區.   [2023-12-06]. （原始内容存档于2023-09-26）.
14. ↑  . 嗇色園主辦可道中學. 2000: 32.
15. ↑  賀國強. . 中大出版社. 1995: 301.
16. ↑  . 家庭與學校合作事宜委員會.   [2023-12-24]. （原始内容存档于2024-05-19）.
17. ↑  《香港憲報》1989年第4期第339號公告
18. ↑  . 華僑日報. 1969-05-10  [2023-12-06].
19. ↑  . 晴報. 2019-08-08  [2023-12-06].

## 外部連結
- 基督教四方福音會深培中學官方網頁 （页面存档备份，存于）
- 深培中學校友會 （页面存档备份，存于）